# Sala Versus Glòries
La Sala Versus Glòries, originàriament Versus Teatre, és un espai teatral obert des del 1995 al barri de Fort Pienc de Barcelona en un local que havia estat una fàbrica d'ascensors. Té capacitat per a 96 espectadors i la seva programació es divideix entre produccions pròpies i produccions foranes. La sala disposa d'un escenari central, amb públic a banda i banda, fet que la diferencia dels teatres convencionals.
La sala, batejada amb el nom de la companyia que la va fundar, va ser creada pel director i dramaturg Ever Blanchet i els actors Jesús Fernández i Maria Clausó. Blanchet en va ser el director artístic des de la seva inauguració fins al maig del 2018, quan el local va passar a ser gestionat per la productora Apunta Teatre SCCL, que canvià el nom original per l'actual i nomenà Ramon Godino i Jofre Blesa com a nous directors artístics. En el moment del traspàs, la sala havia acumulat més de 30.000 representacions en 20 anys.
Originalment la sala estava centrada en el teatre musical alternatiu, la creació emergent i la dramaturgia contemporània. L'actual direcció, malgrat defugir explícitament del concepte de teatre alternatiu, aposta per una programació Off de qualitat, més convencional, amb professionals consolidats i espectacles emergents de proximitat. La sala ha estat espai de debut de companyies com Egos Teatre, El Musical Més Petit i de dramaturgs com Jordi Casanovas.
El mateix equip que va fundar el Versus Teatre, va crear el Teatre Gaudí Barcelona el 2008 amb la intenció de fer-hi un repertori més popular i consolidat, menys alternatiu, que el que oferien al Versus. Actualment, el Teatre Gaudí, gestionat encara per Blanchet i el seu equip, ofereix una barreja de títols d'autors consolidats i propostes de teatre emergent, amb una notable aposta pel teatre musical.
Des del 2002, és un dels pocs teatres de Barcelona que no tanca mai a l'agost, una iniciativa que Blanchet també va traslladar al Teatre Gaudí. El novembre 2017 la sala es va adherir al manifest de 56 institucions culturals que volien solucions polítiques i s'oposaven a l'empresonament dels consellers de la Generalitat.